# Kazimierz Bogatko (senator)
Kazimierz Bogatko herbu Pomian – dziedzic dóbr Piotrkowa, komornik rawski (1764), regent ziemski rawski (1764), pisarz ziemski rawski (1767), cześnik radziejowski (1765), subdelegat grodzki radomski (1775), członek konfederacji Sejmu Czteroletniego w 1788 roku.
Był senatorem (w tym w okresie Sejmu Czteroletniego), piastując stanowiska kasztelana konarskiego kujawskiego (1783), kasztelana kowalskiego (1783–1787) i kasztelana kruszwickiego (1788).
Kawaler Orderu Świętego Stanisława (1785) i Orderu Orła Białego (11 lutego 1791).